# Dayton (Nevada)
Dayton is een plaats (census-designated place) in de Amerikaanse staat Nevada, en valt bestuurlijk gezien onder Lyon County. Nabij Dayton heeft Kevin Baugh in 1999 de niet-erkende Republiek Molossia opgericht.

## Demografie
Bij de volkstelling in 2000 werd het aantal inwoners vastgesteld op 5907.

## Geografie
Volgens het United States Census Bureau beslaat de plaats een oppervlakte van 82,2 km², waarvan 82,1 km² land en 0,1 km² water.

## Plaatsen in de nabije omgeving
De onderstaande figuur toont nabijgelegen plaatsen in een straal van 36 km rond Dayton.